# Terre-Clapier
Terre-Clapier korábbi község Franciaország Okcitánia régiójában, Tarn megyében. Lakosainak száma 261 fő (2018. január 1.). Terre-Clapier Fauch, Mouzieys-Teulet, Roumégoux, Teillet, Le Travet és Villefranche-d’Albigeois községekkel határos.
2019. január 1-jén öt másik korábbi községgel egyesült és az így létrejött Terre-de-Bancalié új község része lett.
Népesség==
A település népessége az elmúlt években az alábbi módon változott:
| Lakosok száma | 257  | 258  | 265  | 260  | 261  |
|               | 2013 | 2015 | 2016 | 2017 | 2018 |